# Kronans Coldin
Kronans Coldin är ett ordenssällskap som sedan mitten av 1700-talet ansvarar för de vita Coldinkors som finns på olika platser i Karlskrona och dess omgivning. Ett femtiotal sådana kors står på uddar, skär, klippor eller grynningar ute i vattnet som ett slags sjömärken. Ett fåtal står även inne på land, på platser med en viss historisk betydelse.
Kronans Coldin  är en koloni inom Coldinuorden, som har kolonier även i Stockholm, Göteborg och Helsingfors. Orden är hemlig i den bemärkelsen att ritualer och historiska kunskaper inte får avslöjas för utomstående, men dess existens är inte hemlig. På kung Gustav IV Adolfs begäran deklarerade Coldinuorden år 1803 att centralt för orden var:
- kristna lärans bekännelse och försvarande
- de sanna dygders utövande och vetenskapens odlande
- välgörenhet och alla politiska och samhälleliga plikter
- orden har en historisk grund, hämtad från ”den lika ädle som namnkunnige” Christoffer Columbus liv och öde.

## Historia

### Tiden före 1738
Den coldinska historien gör gällande att Orden är en sammanslutning som går tillbaka till medeltiden och att den härstammar från medlhavsområdet. En för Orden gemensamt använd symbol är en karavell, en medeltida fartygstyp, som återges tillsammans med devisen "Med ljus från höjden går färden trygg". I den offentliga skrivningen om Coldinuordens historia finns den franske utrikesministern Adrien Maurice de Noailles omnämnd liksom även krigsministern Charles Louis Auguste Fouquet, hertig de Belle-Isle. I övrigt är Coldinuordens äldre historia endast tillgänglig för dem som innehar de högsta graderna.

### Tiden 1738 - 1768
Under sin tid i Karlskrona skrev varvsamiralen Carl Tersmeden i sina levnadsjournaler följande: "Beskaffenheten af Colldins loge är denna: att detta brödralag, som är en branche af den i Madrid af Columbus inrättade orden, blef här i Sverige utaf den Spanska Grefwen D'Alvi under dess härvaro här år 1738 instiftad".
Med endast denna uppgift som underlag är en teori att Coldinuorden infördes i Karlskrona redan år 1738 och att den då togs emot av dåvarande presidenten i Amiralitetskollegiet amiral Carl Henrik von Löwe. Orden skulle i så fall ha letts av Amiralitetskollegiets presidenter fram tills denna myndighet flyttades till Stockholm år 1776.

### Tiden 1769 - 1776
Officiellt grundades Kronans Coldin den 15 augusti 1769. Det är en uppgift som fastställts av Arla Coldin, som bildades i Stockholm år 1765. Protokoll från verksamheten i Kronan Coldin före år 1777 finns inte bevarade.

### Tiden efter 1777
Efter flytten av Amiralitetskollegiet var varvsledningen och en viss del av högsjöflottans ledning kvar i Karlskrona med konteramiralen Carl Gustaf Grubbe i ledningen. Enligt hans första protokoll daterat den 23 juni 1777 deklarerade han att: "Han av Arla Coldin blivit med behörigt Ö.=D.=Brev försedd att här i Carlskrona, skepp bygga och Coldin inrätta, under namn av Kronans Coldin, varmed han i dag tänker begynna." Carl Gustaf Grubbe var son till den tidigare presidenten i Amiralitetskollegiet Gustaf Grubbe.
Sedan år 1777 är protokollen från verksamheten i Kronans Coldin bevarade.
År 1803 började Kronans Coldin hyra sammanträdeslokal i frimurarhuset på Drottninggatan 32 i Karlskrona
Före år 1817 tillverkades coldinukorsen av trä, varför deras livslängd inte blev så lång. Därefter har ett hundratal tillverkats i gjutjärn och av dessa är hälften bevarade och vårdas på plats i Karlskrona skärgård. 

## Presidenter i Amiralitetskollegiet i Karlskrona
- 1738–1741 – Amiral Carl Henrik von Löwe
- 1742–1759 – Amiral Gustaf Grubbe
- 1759–1770 – Amiral Carl Hans Sparre
- 1771–1775 – Amiral Erik Arvid Sparre

## Styrande Recorer i Kronans Coldin
- 1777–1783 – Konteramiral Carl Gustaf Grubbe
- 1783–1796 – Varvsamiral Carl Tersmeden
- 1796–1816 – Generalamiral Johan af Puke
- 1816–1823 – Överstelöjtnant Carl Abraham Blessingh
- 1823–1827 – Överstelöjtnant Johan Axel Lagerbjelke
- 1827–1832 – Kommendörkapten Nils Johan Fischerström (1:a gången)
- 1833–1842 – Överkommissarie Sven Wilhelm Gynther
- 1843–1849 – Eskaderchef (senare amiral) Salomon Mauritz von Krusenstierna
- 1849–1853 – Kommendörkapten Carl Hans Ulner
- 1853–1858 – Kommendörkapten Nils Johan Fischerström (2:a gången)
- 1858–1873 – Kommendör Carl Justus von Diederichs
- 1874–1878 – Kommendörkapten Ludvig Gustaf Sigge Pantzerhielm
- 1879–1888 – Kommendörkapten Justus Christoffer Osterman
- 1889–1894 – Kommendörkapten Carl Anton Edvard Hjelm
- 1895–1899 – Greve Harry Robert Hamilton
- 1900–1910 – Kommendörkapten Carl Fredrik Jacob Lindström
- 1911–1914 – Kommendörkapten Nils Adolf Telander
- 1915–1946 – Kommendörkapten Björn Frithiofsson Holmgren
- 1946–1949 – Kommendör Nils Wesström
- 1949–1956 – Generalmajor Gösta Möller
- 1956–1965 – Kommendör Evert Lindh
- 1965–1975 – Överläkare Nils Froste
- 1975–1989 – Kommendörkapten Gustaf Celsing
- 1989–2001 – Advokat Sven Bengtsson
- 2001–nutid – Kommendörkapten Leif Carlsson

## Andra personer som tillhört Kronans Coldin
- Viceamiral Fredrik Henrik af Chapman (1721–1808)
- Generalamiral Anton Johan Wrangel (1724–1799)
- Generalmajor Abraham Bäck (1742–1822)
- Viceamiral Otto Henrik Nordenskjöld (1747–1832)
- Skeppsbyggmästare Francis af Sheldon (1755–1817)
- Sjöförsvarsminister Carl Gustaf von Otter (1827–1900)